# Anicio Paolino
Anicio Paolino (in latino Anicius Paulinus; fl. 379-380) fu un politico dell'Impero romano.

## Biografia
Cristiano e appartenente alla potente gens Anicia, fu probabilmente figlio di Amnio Manio Cesonio Nicomaco Anicio Paolino, console nel 334, o di Sesto Anicio Fausto Paolino, console nel 325. Fu onorato a Capua come patronus originalis.
Paolino fu il primo proconsole a governare sulla Campania, nel 378/379.
Il 24 aprile 380 era in carica come praefectus urbi di Roma. 
Nel 396 partecipò ad un'ambasciata senatoriale insieme a Piniano e Postumiano.